# Coolidge-Effekt
Als Coolidge-Effekt wird in Biologie und Psychologie der wachsende Überdruss bezeichnet, der sich einstellt, wenn ein Individuum ohne Abwechslung immer wieder mit demselben Paarungspartner kopuliert.

## Wissenschaftliche Experimente
Bei den ursprünglichen Experimenten aus dem Jahr 1956 wurde an Rattenmännchen nachgewiesen, dass wiederholter Geschlechtsverkehr mit demselben Weibchen den sexuellen Appetit des Männchens dämpft. Andererseits ist eine gleichbleibende beziehungsweise gleichbleibend hohe sexuelle Aktivität zu beobachten, wenn immer andere Weibchen angeboten werden.
Bei den Versuchen von Beach und Jordan wurde ein Rattenmännchen in einen Käfig mit vier bis fünf Weibchen gegeben. Es wurde beobachtet, dass das Männchen sich mit allen Weibchen bis zur eigenen völligen Erschöpfung wiederholt paarte. Ab diesem Punkt erfolgten keine Reaktionen des Männchens mehr auf weitere Stimulationen der Weibchen. Wurde nun ein weiteres Weibchen in den Käfig gegeben, konnte trotz der vorherigen Erschöpfung ein weiterer Paarungsakt mit dem neuen Weibchen beobachtet werden. Das bei den Versuchen mit den Wanderratten beobachtete Phänomen ist dabei nicht auf diese Spezies beschränkt. Allgemein beruht der Effekt auf einer Erhöhung des Dopaminspiegels und den darauf beruhenden Auswirkungen auf das limbische System und den Nucleus accumbens.
In den meisten Fällen wird der Coolidge-Effekt an männlichen Individuen demonstriert. Es wurden jedoch auch Experimente durchgeführt, um festzustellen, ob der Effekt auch bei weiblichen Individuen auftritt. Hierbei wurden die Experimente mit Hamstern durchgeführt und führten zu dem Ergebnis, dass der Effekt, obgleich schwächer ausgeprägt, auch bei Weibchen auftritt.
Bei Menschen konnte auch ein ähnlicher Zusammenhang festgestellt werden. So wurde beobachtet, dass Männer, die über eine Zeitdauer pornografisches Material mit gleichbleibenden Darstellerinnen konsumieren, nachdem eine neue Darstellerin hinzugefügt wird, nun schneller, mehr und in höherer Qualität ejakulieren.

## Begriffsherkunft
Der Effekt ist nach einer Anekdote über den US-Präsidenten Calvin Coolidge (1872–1933) benannt: Der Präsident und seine Gattin Grace Coolidge (1879–1957) besuchten einen Musterhof und wurden getrennt herumgeführt. Als sie darüber staunte, dass es im Hühnerstall nur einen einzigen Hahn gab, erklärte man ihr, der Hahn vollziehe den Paarungsakt dutzende Male am Tag. Darauf soll Mrs. Coolidge gesagt haben: „Sagen Sie das meinem Mann!“ Als dieser später davon erfuhr, hakte er nach: „Jedes Mal dieselbe Henne?“ – „Nein, jedes Mal eine andere.“ Darauf Coolidge: „Sagen Sie das meiner Frau!“ 
Die Geschichte wurde erstmals 1972 in dem Buch Aggression in Man and Animals von Roger N. Johnson veröffentlicht.